# Attraktor (Tourismus)
Ein Attraktor ist in der Tourismusforschung ein Anziehungspunkt, weswegen ein Reisender in eine bestimmte Region fährt. Meist handelt es sich dabei um eine besondere Attraktion dieser Region, mit der sie sich gegenüber anderen vergleichbaren Region profilieren kann. Je nach Ausstattung und Sehenswürdigkeiten in der Region kann eine Region auch mehrere Attraktoren haben.
Es wird zwischen „produzierbaren Attraktoren“ (z. B. Infrastruktur, Hotels, Bäder, Museen etc.) und „nicht-produzierbaren Attraktoren“ unterschieden. Insbesondere die nicht-produzierbaren Attraktoren zeichnen eine Region aus, da sich hier um tradierte Attraktoren wie Klima, besondere Sehenswürdigkeiten, Gastfreundlichkeit oder sonstige Besonderheiten handelt.
Nicht-produzierbare Attraktoren lassen sich in der Regel folgenden Gruppen zuordnen:
- Natur, Landschaft, Klima,
- Kulturelles und historisches Erbe und
- Immaterielles Kulturerbe

Der Begriff wird häufig verwendet, wenn die regionalökonomischen Effekte des Tourismus für eine Region untersucht werden. Hierbei lassen sich touristische Attraktoren auch als touristische Produktionsfaktoren auffassen.

## Beispiele für Attraktoren
- Deutsche Edelsteinstraße
- Mona Lisa
- Nationalpark Bayerischer Wald
- Schloss Neuschwanstein